# جولي مكروسين
جولي مكروسين (بالإنجليزية: Julie McCrossin)‏ (من مواليد 1954) وهي مذيعة أسترالية وصحافية وكوميدية ومعلقة سياسية وناشطة لحقوق المرأة وحقوق المثليين. ومن أشهرها أعمالها دورها كقائدة فريق في مسابقة الكوميديا الإخبارية الأسبوعية Good News Week بين عامي 1996 و 2000.

## حياتها الشخصية
ولدت مكروسين في عام 1954، وترعرعت في سيدني. كانت تشرب الكحوليات في شبابها بشكل كبير جدا ووصفت نفسها بأنها «مدمنة كحوليات ميؤوس منها» قبل أن تتوقف عن الشرب كلياً في سن ال 24. كانت جولي تعيش مع شريكتها ميليسا جيبسون.
تلقت مكروسين تعليمها في SCEGGS Darlinghurst، وجامعة سيدني (BA)، وكلية سيدني للمعلمين (DipEd) وجامعة التكنولوجيا في سيدني (GradDipEd). ثم عادت إلى الجامعة وحصلت على درجة البكالوريوس في القانون من جامعة نيو ساوث ويلز.

## عملها
بدأت مكروسين مسيرتها المهنية في مسرح الأطفال. منذ منتصف سبعينيات القرن الماضي، شاركت في حركة تحرير المثليين، بما في ذلك مظاهرة عام 1975 خارج قداس الأحد في كاتدرائية سانت ماري ضد إقالة المتحدث باسم مايك كلويسي من منصبه التدريسي في ماريست براذرز، ايستوود. كما شاركت في احتجاجات عام 1978، ودعت إلى إضفاء الشرعية على زواج المثليين في أستراليا. في عام 1981 نشرت: wimmin ، womyn ، womin ، whippets-On Lesbian Separatism ، وهو نقد لبعض جوانب الحركة الانفصالية النسوية في ذلك اليوم من منظور أنارشوي.
كان لمكروسين أول وظيفة للبث على "Gaywaves" لمحطة الإذاعة 2SER المجتمع. بدأت العمل في إذاعة ABC الوطنية في عام 1983 ، كانت في البداية مقدمة لبرنامج إذاعي نسائي بعنوان "The Outing Out Show" وبعد ذلك كمضيفة لبرامج أخرى، بما في ذلك «عرض الفنون». بين عامي 2000 و 2005، قدمت برنامج القضايا الاجتماعية «مسائل الحياة» ، مع جيرالدين دووج وفي وقت لاحق كمقدمة منفردة. وفي عام 2005، اختارت 702 ABC Sydney لها أن تحل محل المضيفة الشهيرة أنجيلا كاتيرنز. ولكن بعدها بشهر واحد استقالت مكروسين لأسباب صحية. وقالت: «وجدت الإستيقاظ في الساعات المبكرة صعبة للغاية ولها تأثير كبير على صحتي، ورغم رغبتهم في إبقائي إلى أني قد اتخذت القرار بأن ذلك ليس جيدًا لصحتي».
بين عامي 1996 و 2000، كانت مكروسين مشاركة بشكل أسبوعي في الكوميديا التلفزيونية للأخبار «جود نيوز ويك» كقائدة لأحد الفريقين المتنافسين. كما شاركت في تقديم تغطية تلفزيونية لمسيرات سيدني ماردي جرا لعامي 2002 و 2009 و 2010.
في عام 2009، تم تسمية مكروسين واحدة من 25 مثليات الأكثر تأثيرا في أستراليا من قبل القراء لموقع samesame.com.au.

## وصلات خارجية
- Official website
- Selection of columns على موقع واي باك مشين (نسخة محفوظة 26 October 2009) from the Australian Financial Review